# Robson (football)
Pour les articles homonymes, voir Robson.
Robson Severino da Silva, dit Robson, né le 10 juillet 1983 à Recife, est un footballeur brésilien. Il évolue au poste de défenseur central.